# Amegilla medicorum
Amegilla medicorum là một loài Hymenoptera trong họ Apidae. Loài này được Cockerell mô tả khoa học năm 1910.